# Xenodon neuwiedii
Xenodon neuwiedii är en ormart som beskrevs av den tysk-brittiske zoologen Albert Günther 1863. Xenodon neuwiedii ingår i släktet Xenodon, och familjen snokar. IUCN kategoriserar arten globalt som livskraftig. Inga underarter finns listade i Catalogue of Life.

## Utbredning
X. neuwiedii är en art som förekommer i södra Brasilien, norra Argentina och Paraguay.